# РД-802
РД-802 — рідинний ракетний двигун, призначений для створення тяги і керування у всіх каналах стабілізації верхніх ступенів ракет-носіїв, розгінних блоків.
Розробка двигуна почалась 2007 у ДКБ «Південне» ім. М.К. Янгеля на базі відпрацьованої камери згоряння високонадійного серійного ракетного двигуна РД-8 — двигуна другого ступеня ракети-носія Зеніт-2.
Двигун — однокамерний, багаторазового вмикання з турбонасосною системою подачі, виконаний за схемою з допалюванням генераторного газу.
Управління вектором тяги здійснюється поворотом камери двигуна в кардановому підвісі, у двох взаємно перпендикулярних площинах.
Створення стернових зусиль по каналу крену здійснюється за допомогою стернового сопла.
Двигун має системи регулювання тяги і підтримки співвідношення компонентів палива з точністю ± 1%
Загальний час роботи в польоті не менше 1100с.
Розкрутка ротора бустерного насоса окислювача, спрацьовування електроклапанів здійснюється газом із пневмоблоку управління та розкрутки, встановленого на двигуні.
Робоче тіло турбіни турбонасосного агрегату — окислювальний газ.
Компоненти палива в камері і газогенераторі запалюються за допомогою пускового пального. Запуск двигуна здійснюється за допомогою бустерного насосного агрегату окислювача і автономного блоку запалювання.